# Шахинтепе (квартал на Истанбул)
„Шахинтепе“ (на турски: Şahintepe) е квартал на Истанбул, разположен в околия Башакшехир. Общата му площ е 11,6 км2. Според данни на Адресната система за регистриране на населението (ABPRS) към 2023 г. населението на „Шахинтепе“ е 32 254 жители.